# Suíça nos Jogos Olímpicos de Verão de 2008
A Suíça participou dos Jogos Olímpicos de Verão de 2008, em Pequim, na China. O país estreou nos Jogos na primeira edição em 1896 e esta foi sua 26ª aparição.

## Medalhas

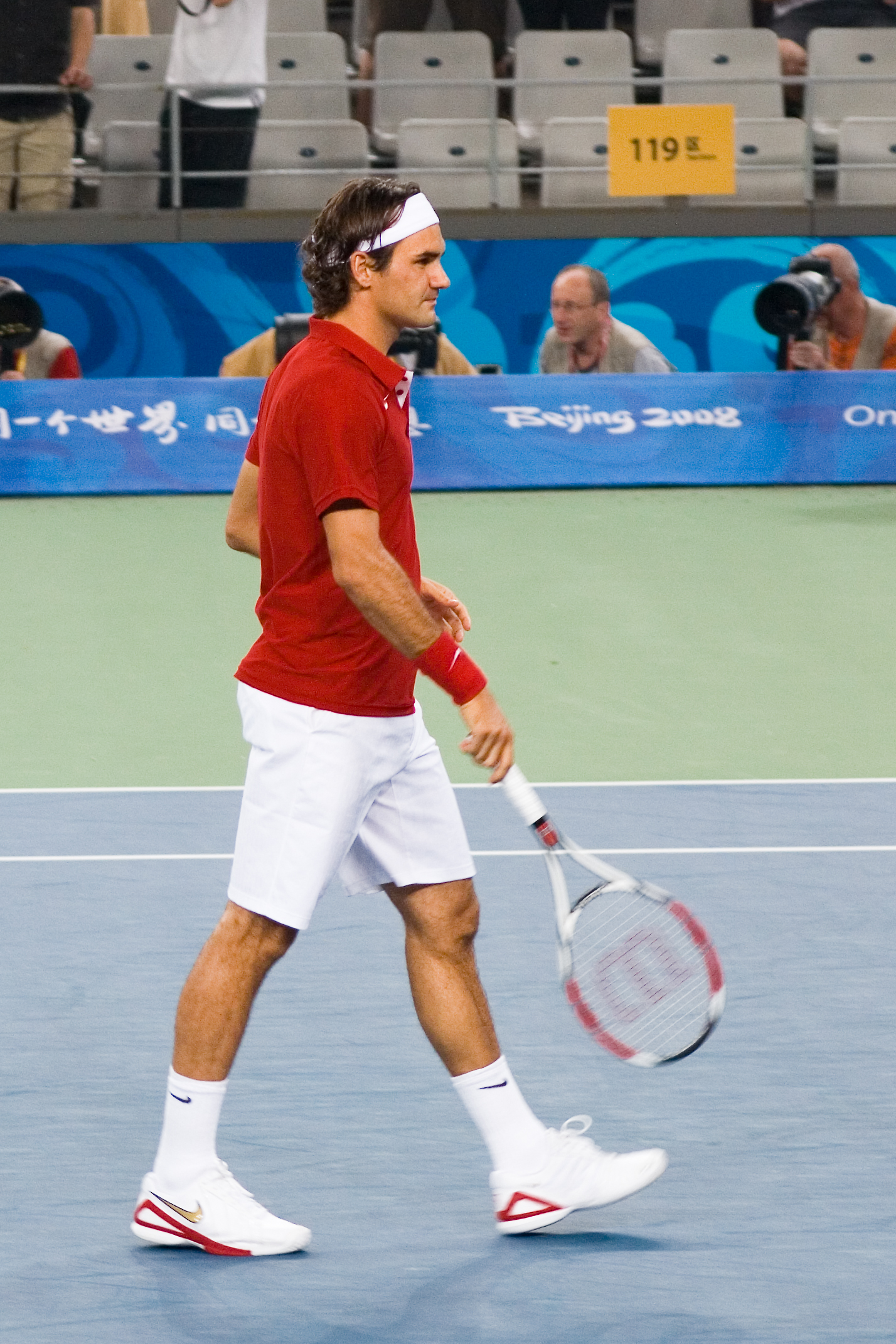
Roger Federer conquistou a medalha de ouro nas duplas do tênis.

| Atleta                                                                   | Esporte  | Evento                             | Medalha |
| ------------------------------------------------------------------------ | -------- | ---------------------------------- | ------- |
| Fabian Cancellara                                                        | Ciclismo | Estrada contra o relógio masculino | Ouro    |
| Roger Federer Stanislas Wawrinka                                         | Tênis    | Duplas masculinas                  | Ouro    |
| Fabian Cancellara[a]                                                     | Ciclismo | Corrida em estrada masculina       | Prata   |
| Sergei Aschwanden                                                        | Judô     | Até 90 kg masculino                | Bronze  |
| Karin Thürig                                                             | Ciclismo | Estrada contra o relógio feminino  | Bronze  |
| Nino Schurter                                                            | Ciclismo | Cross-country masculino            | Bronze  |
| Christina Liebherr Pius Schwizer Niklaus Schurtenberger Steve Guerdat[b] | Hipismo  | Saltos por equipes                 | Bronze  |

a  Fabian Cancellara originalmente conquistou a medalha de bronze, mas herdou a medalha de prata em 17 de novembro de 2009, após a desclassificação de Davide Rebellin, da Itália, por doping.
b A equipe suíça herdou a medalha de bronze em 22 de dezembro de 2008 após a desclassificação da equipe da Noruega por doping do cavalo Camiro de Tony André Hansen.

## Desempenho

### Atletismo
Masculino
| Atletas           | Evento             | Preliminares | Preliminares | Quartas     | Quartas     | Semifinal   | Semifinal   | Final       | Final       |
| Atletas           | Evento             | Marca        | Posição      | Marca       | Posição     | Marca       | Posição     | Marca       | Posição     |
| ----------------- | ------------------ | ------------ | ------------ | ----------- | ----------- | ----------- | ----------- | ----------- | ----------- |
| Marco Cribari     | 200 metros         | 20s98        | 38º          | Não avançou | Não avançou | Não avançou | Não avançou | Não avançou | Não avançou |
| Marc Schneeberger | 200 metros         | 20s86        | 28º          | 21s48       | 31º         | Não avançou | Não avançou | Não avançou | Não avançou |
| Philipp Bandi     | 5000 metros        | 13m59s68     | 29º          |             |             |             |             | Não avançou | Não avançou |
| Viktor Röthlin    | Maratona           |              |              |             |             |             |             | 2h10 m35s   | 6º          |
| Julien Fivaz      | Salto em distância | 7,53m        | 36º          |             |             |             |             | Não avançou | Não avançou |

Feminino
| Atletas        | Evento         | Preliminares | Preliminares | Final       | Final       |
| Atletas        | Evento         | Marca        | Posição      | Marca       | Posição     |
| -------------- | -------------- | ------------ | ------------ | ----------- | ----------- |
| Nicole Büchler | Salto com vara | 4,30 m       | 22º          | Não avançou | Não avançou |
| Linda Züblin   | Heptatlo       |              |              | 5743        | 30º         |

### Badminton
Masculino
| Atleta            | Evento  | Fase de 64             | Fase de 32                               | Fase de 16             | Quartas                | Semifinais             | Final                  | Final       |
| Atleta            | Evento  | Adversário e resultado | Adversário e resultado                   | Adversário e resultado | Adversário e resultado | Adversário e resultado | Adversário e resultado | Posição     |
| ----------------- | ------- | ---------------------- | ---------------------------------------- | ---------------------- | ---------------------- | ---------------------- | ---------------------- | ----------- |
| Christian Bösiger | Simples |                        | POL P. Wacha D 1-2 (12-21; 21-11; 19-21) | Não avançou            | Não avançou            | Não avançou            | Não avançou            | Não avançou |

Feminino
| Atleta            | Evento  | Fase de 64                       | Fase de 32                       | Fase de 16             | Quartas                | Semifinais             | Final                  | Final       |
| Atleta            | Evento  | Adversário e resultado           | Adversário e resultado           | Adversário e resultado | Adversário e resultado | Adversário e resultado | Adversário e resultado | Posição     |
| ----------------- | ------- | -------------------------------- | -------------------------------- | ---------------------- | ---------------------- | ---------------------- | ---------------------- | ----------- |
| Jeanine Cicognini | Simples | POR A. Moura V 2-0 (21-9; 21-13) | CAN A. Rice D 0-2 (11-21; 13-21) | Não avançou            | Não avançou            | Não avançou            | Não avançou            | Não avançou |

### Canoagem slalom
Masculino
| Atleta       | Evento | Preliminar | Preliminar | Preliminar | Preliminar | Preliminar | Preliminar | Semifinais  | Semifinais  | Final       | Final       |
| Atleta       | Evento | Descida 1  | Posição    | Descida 2  | Posição    | Total      | Posição    | Tempo       | Posição     | Tempo       | Posição     |
| ------------ | ------ | ---------- | ---------- | ---------- | ---------- | ---------- | ---------- | ----------- | ----------- | ----------- | ----------- |
| Michael Kurt | K-1    | 87s58      | 16º        | 91s08      | 19º        | 178s66     | 17º        | Não avançou | Não avançou | Não avançou | Não avançou |

### Ciclismo BMX
Masculino
| Atleta             | Evento     | Qualificatória | Qualificatória | Quartas | Quartas | Semifinal | Semifinal | Final       | Final       |
| Atleta             | Evento     | Tempo          | Posição        | Pontos  | Posição | Pontos    | Posição   | Pontos      | Posição     |
| ------------------ | ---------- | -------------- | -------------- | ------- | ------- | --------- | --------- | ----------- | ----------- |
| Roger Rinderknecht | Individual | 36,466         | 14º            | 12      | 3º      | 19        | 7º        | Não avançou | Não avançou |

Feminino
| Atleta          | Evento     | Qualificatória | Qualificatória | Semifinal | Semifinal | Final       | Final       |
| Atleta          | Evento     | Tempo          | Posição        | Pontos    | Posição   | Pontos      | Posição     |
| --------------- | ---------- | -------------- | -------------- | --------- | --------- | ----------- | ----------- |
| Jenny Fähndrich | Individual | 38,209         | 9º             | 17        | 6º        | Não avançou | Não avançou |

### Ciclismo de estrada
Masculino
| Atleta            | Evento             | Final    | Final           |
| Atleta            | Evento             | Tempo    | Posição         |
| ----------------- | ------------------ | -------- | --------------- |
| Fabian Cancellara | Corrida em estrada | 6h23m49s | [ 1 ]           |
| Fabian Cancellara | Contra o relógio   | 1h02m11s | Medalha de ouro |

Feminino
| Atleta                | Evento             | Final         | Final             |
| Atleta                | Evento             | Tempo         | Posição           |
| --------------------- | ------------------ | ------------- | ----------------- |
| Nicole Brändli-Sedoun | Corrida em estrada | 3h22m52s      | 18º               |
| Jennifer Hohl         | Corrida em estrada | Não completou | Não completou     |
| Priska Doppmann       | Corrida em estrada | 3h22m45s      | 7º                |
| Priska Doppmann       | Contra o relógio   | 36m27s79      | 8º                |
| Karin Thürig          | Contra o relógio   | 35m50s99      | Medalha de bronze |

### Ciclismo de pista
Masculino
| Atleta                     | Evento  | Pontos/Voltas | Posição |
| -------------------------- | ------- | ------------- | ------- |
| Franco Marvulli Bruno Risi | Madison | 3/-1          | 11º     |

Feminino
| Atleta       | Evento                 | Qualificação | Qualificação | Semifinal   | Semifinal   | Final       | Final       |
| Atleta       | Evento                 | Tempo        | Posição      | Tempo       | Posição     | Tempo       | Posição     |
| ------------ | ---------------------- | ------------ | ------------ | ----------- | ----------- | ----------- | ----------- |
| Karin Thürig | Perseguição individual | 3m40s862     | 9º           | Não avançou | Não avançou | Não avançou | Não avançou |

### Ciclismo Mountain Bike
Masculino
| Atleta           | Evento        | Final       | Final             |
| Atleta           | Evento        | Tempo       | Posição           |
| ---------------- | ------------- | ----------- | ----------------- |
| Christoph Sauser | Cross-country | 1h57m54s    | 4º                |
| Nino Schurter    | Cross-country | 1h57m52s    | Medalha de bronze |
| Florian Vogel    | Cross-country | Não avançou | Não avançou       |

Feminino
| Atleta              | Evento        | Final    | Final   |
| Atleta              | Evento        | Tempo    | Posição |
| ------------------- | ------------- | -------- | ------- |
| Petra Henzi         | Cross-country | 1h48m41s | 6º      |
| Nathalie Schneitter | Cross-country | 1h53m42s | 15º     |

### Esgrima
Masculino
| Atleta         | Evento            | Fase de 64             | Fase de 32              | Fase de 16               | Quartas de final       | Semifinais             | Disputa Bronze         | Final                  |
| Atleta         | Evento            | Adversário e resultado | Adversário e resultado  | Adversário e resultado   | Adversário e resultado | Adversário e resultado | Adversário e resultado | Adversário e resultado |
| -------------- | ----------------- | ---------------------- | ----------------------- | ------------------------ | ---------------------- | ---------------------- | ---------------------- | ---------------------- |
| Michael Kauter | Espada individual |                        | UKR B. Nikishyn V 15-12 | NED B. Verwijlen D 13-15 | Não avançou            | Não avançou            | Não avançou            | Não avançou            |

Feminino
| Atleta       | Evento            | Fase de 64             | Fase de 32             | Fase de 16             | Quartas de final       | Semifinais             | Disputa Bronze         | Final                  |
| Atleta       | Evento            | Adversário e resultado | Adversário e resultado | Adversário e resultado | Adversário e resultado | Adversário e resultado | Adversário e resultado | Adversário e resultado |
| ------------ | ----------------- | ---------------------- | ---------------------- | ---------------------- | ---------------------- | ---------------------- | ---------------------- | ---------------------- |
| Sophie Lamon | Espada individual |                        | VEN M. Martínez V 15-9 | CHN Li. N. D 10-15     | Não avançou            | Não avançou            | Não avançou            | Não avançou            |

### Ginástica artística
Masculino
| Atleta            | Evento           | Aparelho | Aparelho | Aparelho       | Aparelho | Aparelho       | Aparelho  | Qualificação | Qualificação | Final       | Final       |
| Atleta            | Evento           | Salto    | Solo     | Cav. com alças | Argolas  | Bar. paralelas | Bar. fixa | Total        | Pos.         | Total       | Pos.        |
| ----------------- | ---------------- | -------- | -------- | -------------- | -------- | -------------- | --------- | ------------ | ------------ | ----------- | ----------- |
| Claudio Capelli   | Individual geral | 15,325   | 13,600   | 14,475         | 14,375   | 14,100         | 14,675    | 86,550       | 35º          | Não avançou | Não avançou |
| Christoph Schärer | Individual geral |          |          | 13,150         |          |                | 15,350    | 28,500       | 91º          | Não avançou | Não avançou |

Feminino
| Atleta          | Evento           | Aparelho | Aparelho | Aparelho          | Aparelho | Qualificação | Qualificação | Final  | Final |
| Atleta          | Evento           | Salto    | Solo     | Bar. assimétricas | Trave    | Total        | Pos.         | Total  | Pos.  |
| --------------- | ---------------- | -------- | -------- | ----------------- | -------- | ------------ | ------------ | ------ | ----- |
| Ariella Kaeslin | Individual geral | 15,225   | 13,875   | 14,300            | 14,650   | 58,050       | 25º          | 58,000 | 18º   |
| Ariella Kaeslin | Solo             |          |          |                   |          | 14,975       | 8º           | 15,050 | 5º    |

### Hipismo
CCE
| Atleta          | Cavalo | Evento     | Adestramento | Adestramento | Cross-country | Cross-country | Cross-country | Salto        | Salto        | Salto        | Salto       | Total | Total   |
| Atleta          | Cavalo | Evento     | Adestramento | Adestramento | Cross-country | Cross-country | Cross-country | Qualificação | Qualificação | Qualificação | Final       | Total | Total   |
| Atleta          | Cavalo | Evento     | Pen.         | Posição      | Pen.          | Total         | Posição       | Pen.         | Total        | Posição      | Pen.        | Pen.  | Posição |
| --------------- | ------ | ---------- | ------------ | ------------ | ------------- | ------------- | ------------- | ------------ | ------------ | ------------ | ----------- | ----- | ------- |
| Tiziana Realini | Gamour | Individual | 48,90        | 28º          | 32,80         | 81,70         | 31º           | 16,00        | 97,70        | 37º          | Não avançou | 97,70 | 37º     |

Saltos
| Atleta                                                                | Cavalo                                   | Evento     | Ind. 1ª rodada/ Equipe Qualificatória | Ind. 1ª rodada/ Equipe Qualificatória | Ind. 2ª rodada/ Equipe Final 1ª rodada | Ind. 2ª rodada/ Equipe Final 1ª rodada | Ind. 2ª rodada/ Equipe Final 1ª rodada | Ind. 3ª rodada/ Equipe Final 2ª rodada | Ind. 3ª rodada/ Equipe Final 2ª rodada | Ind. 3ª rodada/ Equipe Final 2ª rodada | Individual Final | Individual Final | Individual Final | Individual Final | Posição Final |
| Atleta                                                                | Cavalo                                   | Evento     | Ind. 1ª rodada/ Equipe Qualificatória | Ind. 1ª rodada/ Equipe Qualificatória | Ind. 2ª rodada/ Equipe Final 1ª rodada | Ind. 2ª rodada/ Equipe Final 1ª rodada | Ind. 2ª rodada/ Equipe Final 1ª rodada | Ind. 3ª rodada/ Equipe Final 2ª rodada | Ind. 3ª rodada/ Equipe Final 2ª rodada | Ind. 3ª rodada/ Equipe Final 2ª rodada | Rodada A         | Rodada A         | Rodada B         | Rodada B         | Posição Final |
| Atleta                                                                | Cavalo                                   | Evento     | Pen.                                  | Posição                               | Pen.                                   | Total                                  | Pos.                                   | Pen.                                   | Total                                  | Posição                                | Pen.             | Posição          | Pen.             | Total            | Posição Final |
| --------------------------------------------------------------------- | ---------------------------------------- | ---------- | ------------------------------------- | ------------------------------------- | -------------------------------------- | -------------------------------------- | -------------------------------------- | -------------------------------------- | -------------------------------------- | -------------------------------------- | ---------------- | ---------------- | ---------------- | ---------------- | ------------- |
| Steve Guerdat                                                         | Jalisca Solier                           | Individual | 1,00                                  | 14º                                   | 4,00                                   | 5,00                                   | 13º                                    | 5,00                                   | 10,00                                  | 13º                                    | 4,00             | 11º              | 4,00             | 8,00             | 10º           |
| Christina Liebherr                                                    | No Mercy                                 | Individual | 0,00                                  | 1º                                    | 4,00                                   | 4,00                                   | 8º                                     | 23,00                                  | 27,00                                  | 38º                                    | Não avançou      | Não avançou      | Não avançou      | Não avançou      | 38º           |
| Pius Schwizer                                                         | Nobless M                                | Individual | 4,00                                  | 30º                                   | 4,00                                   | 8,00                                   | 16º                                    | 5,00                                   | 13,00                                  | 15º                                    | 8,00             | 23º              | Não avançou      | Não avançou      | 23º           |
| Niklaus Schurtenberger                                                | Cantus                                   | Individual | 0,00                                  | 1º                                    | 4,00                                   | 4,00                                   | 8º                                     | 8,00                                   | 12,00                                  | 14º                                    | 8,00             | 23º              | Não avançou      | Não avançou      | 23º           |
| Steve Guerdat Christina Liebherr Pius Schwizer Niklaus Schurtenberger | Jalisca Solier No Mercy Nobless M Cantus | Equipe     | 1,00                                  | 2º                                    | 12,00                                  | -                                      | 1º                                     | 18,00                                  | 30,00                                  | [ 2 ]                                  |                  |                  |                  |                  |               |

### Judô
Masculino
| Atleta            | Evento | Preliminares              | Fase de 32                  | Fase de 16                   | Quartas                | Semifinais             | Repescagem             | Repescagem                  | Repescagem                | Final                      | Final             |
| Atleta            | Evento | Preliminares              | Fase de 32                  | Fase de 16                   | Quartas                | Semifinais             | 1ª fase                | Quartas                     | Semifinais                | Final                      | Final             |
| Atleta            | Evento | Adversário e resultado    | Adversário e resultado      | Adversário e resultado       | Adversário e resultado | Adversário e resultado | Adversário e resultado | Adversário e resultado      | Adversário e resultado    | Adversário e resultado     | Pos.              |
| ----------------- | ------ | ------------------------- | --------------------------- | ---------------------------- | ---------------------- | ---------------------- | ---------------------- | --------------------------- | ------------------------- | -------------------------- | ----------------- |
| Sergei Aschwanden | -90 kg | GER M. Pinske V 0010-0002 | NED M. Huizinga V 1101-0010 | ALG A. Benikhlef D 0000-0001 |                        |                        |                        | MAR M. El Assri V 0001-0000 | BRA E. Santos V 0000-0000 | RUS I. Pershin V 1000-0020 | Medalha de bronze |

### Lutas
Livre masculino
| Atleta           | Evento | Preliminar               | Oitavas de final       | Quartas de final       | Semifinal              | Repescagem 1ª rodada   | Repescagem 2ª rodada   | Final                  |
| Atleta           | Evento | Adversário e resultado   | Adversário e resultado | Adversário e resultado | Adversário e resultado | Adversário e resultado | Adversário e resultado | Adversário e resultado |
| ---------------- | ------ | ------------------------ | ---------------------- | ---------------------- | ---------------------- | ---------------------- | ---------------------- | ---------------------- |
| Grégory Sarrasin | -66 kg | AZE E. Azizov D 0-1, 0-2 | Não avançou            | Não avançou            | Não avançou            | Não avançou            | Não avançou            | Não avançou            |

### Nado sincronizado
| Atletas                            | Evento | Rotina técnica | Rotina técnica | Rotina livre | Rotina livre | Rotina livre | Rotina livre | Rotina livre - Final | Rotina livre - Final | Rotina livre - Final | Rotina livre - Final |
| Atletas                            | Evento | Pontos         | Posição        | Pontos       | Posição      | Total        | Posição      | Pontos               | Posição              | Total                | Posição              |
| ---------------------------------- | ------ | -------------- | -------------- | ------------ | ------------ | ------------ | ------------ | -------------------- | -------------------- | -------------------- | -------------------- |
| Magdalena Brunner Ariane Schneider | Dueto  | 44,250         | 13º            | 45,000       | 12º          | 89,250       | 12º          | 45,000               | 12º                  | 89,250               | 12º                  |

### Natação
Masculino
| Atleta(s)                                           | Evento        | Eliminatórias | Eliminatórias | Semifinal   | Semifinal   | Final       | Final       |
| Atleta(s)                                           | Evento        | Tempo         | Posição       | Tempo       | Posição     | Tempo       | Posição     |
| --------------------------------------------------- | ------------- | ------------- | ------------- | ----------- | ----------- | ----------- | ----------- |
| Dominik Meichtry                                    | 100 m livre   | 48s55         | 16º           | 49s58       | 16º         | Não avançou | Não avançou |
| Dominik Meichtry                                    | 200 m livre   | 1m45s80       | 1º            | 1m46s54     | 7º          | 1m46s95     | 6º          |
| Dominik Meichtry                                    | 400 m livre   | 3m50s55       | 27º           |             |             | Não avançou | Não avançou |
| Jonathan Massacand                                  | 100 m costas  | 55s21         | 27º           | Não avançou | Não avançou | Não avançou | Não avançou |
| Jonathan Massacand                                  | 200 m costas  | 2m01s80       | 32º           | Não avançou | Não avançou | Não avançou | Não avançou |
| Flori Lang Dominik Meichtry Karel Novy Adrien Perez | 4x100 m livre | 3m16s80       | 13º           |             |             | Não avançou | Não avançou |

Feminino
| Atleta(s)        | Evento         | Eliminatórias | Eliminatórias | Final       | Final       |
| Atleta(s)        | Evento         | Tempo         | Posição       | Tempo       | Posição     |
| ---------------- | -------------- | ------------- | ------------- | ----------- | ----------- |
| Flavia Rigamonti | 400 m livre    | 4m09s59       | 14º           | Não avançou | Não avançou |
| Flavia Rigamonti | 800 m livre    | 8m28s67       | 13º           | Não avançou | Não avançou |
| Swann Oberson    | Maratona 10 km |               |               | 1h59m36s9   | 6º          |

### Pentatlo moderno
Feminino
| Atleta            | Evento     | Tiro   | Tiro | Esgrima  | Esgrima | Natação | Natação | Hipismo | Hipismo | Corrida  | Corrida | Total | Posição |
| Atleta            | Evento     | Pontos | PPM  | Vitórias | PPM     | Tempo   | PPM     | Pontos  | PPM     | Tempo    | PPM     | PPM   | Posição |
| ----------------- | ---------- | ------ | ---- | -------- | ------- | ------- | ------- | ------- | ------- | -------- | ------- | ----- | ------- |
| Belinda Schreiber | Individual | 188    | 1192 | 18       | 832     | 2m16s96 | 1280    | 66.82   | 1172    | 11m23s70 | 988     | 5464  | 11º     |

Legenda: PPM = Pontos de Pentatlo moderno

### Remo
Masculino
| Equipe          | Evento        | Eliminatórias | Eliminatórias | Repescagem | Repescagem | Quartas | Quartas  | Semifinal | Semifinal | Final   | Final                |
| Equipe          | Evento        | Tempo         | Posição       | Tempo      | Posição    | Tempo   | Posição  | Tempo     | Posição   | Tempo   | Posição (Pos. final) |
| --------------- | ------------- | ------------- | ------------- | ---------- | ---------- | ------- | -------- | --------- | --------- | ------- | -------------------- |
| André Vonarburg | Skiff simples | 7m26s21       | 2º Q          |            |            | 7m02s29 | 3º S A/B | 7m14s64   | 5º FB     | 7m13s07 | 3º (9º)              |

### Taekwondo
Feminino
| Atleta          | Evento | Fase de 16             | Quartas                | Semifinais             | Repescagem 1ª rodada   | Repescagem 2ª rodada   | Final                  | Posição     |
| Atleta          | Evento | Adversário e resultado | Adversário e resultado | Adversário e resultado | Adversário e resultado | Adversário e resultado | Adversário e resultado | Posição     |
| --------------- | ------ | ---------------------- | ---------------------- | ---------------------- | ---------------------- | ---------------------- | ---------------------- | ----------- |
| Manuela Bezzola | −49kg  | USA C. Craig D 0-4     | Não avançou            | Não avançou            | Não avançou            | Não avançou            | Não avançou            | Não avançou |

### Tênis
Masculino
| Atleta                           | Evento  | Fase de 64                      | Fase de 32                           | Fase de 16                              | Quartas                              | Semifinais                         | Final                                              | Final           |
| Atleta                           | Evento  | Adversário e resultado          | Adversário e resultado               | Adversário e resultado                  | Adversário e resultado               | Adversário e resultado             | Adversário e resultado                             | Posição         |
| -------------------------------- | ------- | ------------------------------- | ------------------------------------ | --------------------------------------- | ------------------------------------ | ---------------------------------- | -------------------------------------------------- | --------------- |
| Roger Federer                    | Simples | RUS D. Tursunov V 6-4, 6-2      | ESA R. Arevalo V 6-2, 6-4            | CZE T. Berdych V 6-3, 7-6               | USA J. Blake D 4-6, 6-7              | Não avançou                        | Não avançou                                        | Não avançou     |
| Stanislas Wawrinka               | Simples | CAN F. Dancevic V 4-6, 6-3, 6-2 | AUT J. Melzer D 4-6, 0-6             | Não avançou                             | Não avançou                          | Não avançou                        | Não avançou                                        | Não avançou     |
| Roger Federer Stanislas Wawrinka | Duplas  |                                 | ITA S. Bolelli - A. Seppi V 7-5, 6-1 | RUS D. Tursunov - M. Youzhny V 6-4, 6-3 | IND M. Bhupathi - L. Paes V 6-2, 6-4 | USA B. Bryan - M. Bryan V 7-6, 6-4 | SWE S. Aspelin - T. Johansson V 6-3, 6-4, 6-7, 6-3 | Medalha de ouro |

Feminino
| Atleta                              | Evento  | Fase de 64                 | Fase de 32                                  | Fase de 16                       | Quartas                | Semifinais             | Final                  | Final       |
| Atleta                              | Evento  | Adversário e resultado     | Adversário e resultado                      | Adversário e resultado           | Adversário e resultado | Adversário e resultado | Adversário e resultado | Posição     |
| ----------------------------------- | ------- | -------------------------- | ------------------------------------------- | -------------------------------- | ---------------------- | ---------------------- | ---------------------- | ----------- |
| Timea Bacsinszky                    | Simples | USA V. Williams D 3-6, 2-6 | Não avançou                                 | Não avançou                      | Não avançou            | Não avançou            | Não avançou            | Não avançou |
| Patty Schnyder                      | Simples | USA J. Craybas V 6-3, 6-2  | AUT S. Bammer D 4-6, 4-6                    | Não avançou                      | Não avançou            | Não avançou            | Não avançou            | Não avançou |
| Patty Schnyder Emmanuelle Gagliardi | Duplas  |                            | GRE E. Daniilidou - A. Gerasimou V 6-0, 6-4 | CHN Yan Z. - Zheng J. D 3-6, 6-7 | Não avançou            | Não avançou            | Não avançou            | Não avançou |

### Tiro
Masculino
| Atleta           | Evento                 | Qualificação | Qualificação | Final       | Final       | Posição |
| Atleta           | Evento                 | Placar       | Posição      | Placar      | Total       | Posição |
| ---------------- | ---------------------- | ------------ | ------------ | ----------- | ----------- | ------- |
| Simon Beyeler    | Carabina de ar 10 m    | 583          | 45º          | Não avançou | Não avançou | 45º     |
| Simon Beyeler    | Carabina deitado 50 m  | 585          | 48º          | Não avançou | Não avançou | 48º     |
| Marcel Bürge     | Carabina deitado 50 m  | 590          | 32º          | Não avançou | Não avançou | 32º     |
| Marcel Bürge     | Carabina três posições | 1155         | 35º          | Não avançou | Não avançou | 35º     |
| Beat Müller      | Carabina três posições | 1164         | 21º          | Não avançou | Não avançou | 21º     |
| Christoph Schmid | Pistola de ar 10 m     | 573          | 33º          | Não avançou | Não avançou | 33º     |
| Christoph Schmid | Pistola livre 50 m     | 542          | 40º          | Não avançou | Não avançou | 40º     |

Feminino
| Atleta            | Evento                 | Qualificação | Qualificação | Final       | Final       | Posição |
| Atleta            | Evento                 | Placar       | Posição      | Placar      | Total       | Posição |
| ----------------- | ---------------------- | ------------ | ------------ | ----------- | ----------- | ------- |
| Annik Marguet     | Carabina de ar 10 m    | 391          | 33º          | Não avançou | Não avançou | 33º     |
| Annik Marguet     | Carabina três posições | 577          | 25º          | Não avançou | Não avançou | 25º     |
| Irene Beyeler     | Carabina de ar 10 m    | 395          | 16º          | Não avançou | Não avançou | 16º     |
| Irene Beyeler     | Carabina três posições | 577          | 23º          | Não avançou | Não avançou | 23º     |
| Cornelia Froelich | Pistola de ar 10 m     | 381          | 17º          | Não avançou | Não avançou | 17º     |
| Sandra Kolly      | Pistola de ar 10 m     | 378          | 27º          | Não avançou | Não avançou | 27º     |
| Sandra Kolly      | Pistola livre 25 m     | 574          | 29º          | Não avançou | Não avançou | 29º     |

### Tiro com arco
Feminino
| Atleta          | Evento     | Fase de Ranking | Fase de Ranking | Fase de 64                       | Fase de 32             | Oitavas                | Quartas                | Semifinais             | Final                  | Final       |
| Atleta          | Evento     | Placar          | Chave           | Adversário e resultado           | Adversário e resultado | Adversário e resultado | Adversário e resultado | Adversário e resultado | Adversário e resultado | Posição     |
| --------------- | ---------- | --------------- | --------------- | -------------------------------- | ---------------------- | ---------------------- | ---------------------- | ---------------------- | ---------------------- | ----------- |
| Nathalie Dielen | Individual | 601             | 54              | RUS N. Erdyniyeva (11) D 102-107 | Não avançou            | Não avançou            | Não avançou            | Não avançou            | Não avançou            | Não avançou |

### Triatlo
Masculino
| Atleta          | Evento    | Natação | Natação | Ciclismo | Ciclismo | Corrida | Corrida | Total       | Posição final |
| Atleta          | Evento    | Tempo   | Posição | Tempo    | Posição  | Tempo   | Posição | Total       | Posição final |
| --------------- | --------- | ------- | ------- | -------- | -------- | ------- | ------- | ----------- | ------------- |
| Reto Hug        | Masculino | 18m55s  | 50º     | 58m20s   | 5º       | 33m56s  | 28º     | 1h52m04s93  | 29º           |
| Olivier Marceau | Masculino | 18m55s  | 52º     | 58m18s   | 4º       | 32m37s  | 18º     | 1h50 m50s07 | 18º           |
| Sven Riederer   | Masculino | 18m14s  | 17º     | 58m52s   | 19º      | 33m11s  | 23º     | 1h50 m50s07 | 23º           |

Feminino
| Atleta                  | Evento   | Natação | Natação | Ciclismo | Ciclismo | Corrida | Corrida | Total       | Posição final |
| Atleta                  | Evento   | Tempo   | Posição | Tempo    | Posição  | Tempo   | Posição | Total       | Posição final |
| ----------------------- | -------- | ------- | ------- | -------- | -------- | ------- | ------- | ----------- | ------------- |
| Magali Chopard Di Marco | Feminino | 19m50s  | 2º      | 1h04m22s | 16º      | 36m39s  | 22º     | 2h01m50s74  | 13º           |
| Daniela Ryf             | Feminino | 19m56s  | 13º     | 1h04m17s | 10º      | 35m31s  | 10º     | 2h00 m40s20 | 7º            |
| Nicola Spirig           | Feminino | 20 m17s | 36º     | 1h03m54s | 1º       | 35m20s  | 9º      | 2h00 m30s48 | 6º            |

### Vela
Masculino
| Atleta                         | Evento | Regata | Regata | Regata | Regata | Regata | Regata | Regata | Regata | Regata | Regata | Regata  | Pontos | Posição |
| Atleta                         | Evento | 1      | 2      | 3      | 4      | 5      | 6      | 7      | 8      | 9      | 10     | M       | Pontos | Posição |
| ------------------------------ | ------ | ------ | ------ | ------ | ------ | ------ | ------ | ------ | ------ | ------ | ------ | ------- | ------ | ------- |
| Richard Stauffacher            | RS:X   | 9      | 11     | 11     | 13     | 9      | 18     | 15     | 8      | 17     | 22     | Não av. | 111    | 14º     |
| Christoph Bottoni              | Laser  | 34     | 13     | 32     | 40     | 39     | BFD    | 36     | 24     | 33     |        | Não av. | 241    | 37º     |
| Enrico De Maria Flavio Marazzi | 470    | 21     | 23     | 5      | 25     | 7      | OCS    | 27     | 26     | 9      | 19     | Não av. | 162    | 23º     |
| Tobias Etter Felix Steiger     | Star   | 9      | 7      | 9      | 9      | 5      | 5      | 6      | 11     | 4      | 1      | 4       | 59     | 5º      |

Feminino
| Atleta                           | Evento       | Regata | Regata | Regata | Regata | Regata | Regata | Regata | Regata | Regata | Regata | Regata  | Pontos | Posição |
| Atleta                           | Evento       | 1      | 2      | 3      | 4      | 5      | 6      | 7      | 8      | 9      | 10     | M       | Pontos | Posição |
| -------------------------------- | ------------ | ------ | ------ | ------ | ------ | ------ | ------ | ------ | ------ | ------ | ------ | ------- | ------ | ------- |
| Nathalie Brugger                 | Laser Radial | 13     | 6      | 12     | 12     | 22     | 10     | 10     | 8      | 9      |        | 10      | 90     | 6º      |
| Emmanuelle Rol Anne-Sophie Thilo | 470          | 15     | 9      | 7      | 13     | 3      | 5      | OCS    | 15     | 18     | 19     | Não av. | 114    | 17º     |

### Voleibol de praia
Masculino
| Atleta                        | Fase de grupos | Fase de grupos | Oitavas de final                                          | Quartas de final       | Semifinais             | Final                  |
| Atleta                        | Adversário e resultado | Pos.           | Adversário e resultado                                    | Adversário e resultado | Adversário e resultado | Adversário e resultado |
| ----------------------------- | --- | -------------- | --------------------------------------------------------- | ---------------------- | ---------------------- | ---------------------- |
| Patrick Heuscher Sascha Heyer | ARG M. Conde/M. Baracetti V 2 - 0 (21-13; 21-17) USA T. Rogers/P. Dalhausser D 0 - 2 (15-21; 10-21) LAT A. Samoilovs/M. Pļaviņš D 1 - 2 (17-21; 23-21; 13-15) Repescagem AUT F. Gosch/A. Horst D 0 - 2 (11-21; 19-21) | 3º (gr. B)     | Não avançou                                               | Não avançou            | Não avançou            | Não avançou            |
| Martin Laciga Jan Schnider    | NED R. Nummerdor/R. Schuil D 0 - 2 (14-21; 15-21) GER D. Klemperer/E. Koreng V 2 - 0 (21-15; 21-15) NOR J. Kjemperud/T. Skarlund V 2 - 0 (21-17; 21-13)                                                               | 2º (gr. E)     | USA T. Rogers/P. Dalhausser D 1 - 2 (16-21; 23-21; 13-15) | Não avançou            | Não avançou            | Não avançou            |

Feminino
| Atleta                 | Fase de grupos | Fase de grupos | Oitavas de final       | Quartas de final       | Semifinais             | Final                  |
| Atleta                 | Adversário e resultado | Pos.           | Adversário e resultado | Adversário e resultado | Adversário e resultado | Adversário e resultado |
| ---------------------- | --- | -------------- | ---------------------- | ---------------------- | ---------------------- | ---------------------- |
| Simone Kuhn Lea Schwer | CHN Tian Jia/Wang Jie D 0 - 2 (12-21; 18-21) NOR K. Maaseide/S. Glesnes D 0 - 2 (11-21; 18-21) BEL L. van Breedam/L. Mouha D 0 - 2 (17-21; 18-21) | 4º (gr. A)     | Não avançou            | Não avançou            | Não avançou            | Não avançou            |

Legenda
| Recorde mundial      | Recorde mundial (World record)               |                       | Recorde africano                      | Recorde africano (African) |                                           | Q | Classificado por posição (Qualified) |
| Recorde olímpico     | Recorde olímpico (Olympic record)            | Recorde da América    | Recorde da América (Americas)         | q                          | Classificado por melhor tempo (Qualified) |   |                                      |
| Melhor marca do ano  | Melhor marca do ano (World leading)          | Recorde asiático      | Recorde asiático (Asian)              | DNS                        | Não largou (Did not start)                |   |                                      |
| Recorde nacional     | Recorde nacional (National record)           | Recorde europeu       | Recorde europeu (European)            | DNF                        | Não terminou (Did not finish)             |   |                                      |
| Recorde pessoal      | Recorde pessoal do atleta (Personal best)    | Recorde da Oceania    | Recorde da Oceania (Oceania)          | DSQ / DQ                   | Desclassificado (Disqualified)            |   |                                      |
| Recorde da temporada | Recorde da temporada do atleta (Season best) | Recorde sul-americano | Recorde sul-americano (South America) | NM                         | Sem marca (No mark)                       |   |                                      |

### Remo
| S | Classificado(a) para as semifinais |    |                        | FA | Final A (disputa de medalhas) |  |  | FD | Final D (sem medalhas) |
| Q | Classificado(a) para as quartas    | FB | Final B (sem medalhas) | FE | Final E (sem medalhas)        |  |  |    |                        |
| R | Classificado(a) para a repescagem  | FC | Final C (sem medalhas) | FF | Final F (sem medalhas)        |  |  |    |                        |

### Vela
| M   | Regata da Medalha da qual só participam os dez primeiros colocados das regatas anteriores  |  |  | CAN | Regata cancelada |
| BFD | Desclassificado por bandeira preta (Black Flag Disqualified)                               |  |  |     |                  |
| UFD | Desclassificado por bandeira "U" (U Flag Disqualified)                                     |  |  |     |                  |
| OCS | Largada queimada (On the Course Side of the starting line)                                 |  |  |     |                  |
| DNE | Desclassificação sem eliminação (infração a um item do regulamento da prova – Did Not End) |  |  |     |                  |